# 尼彥

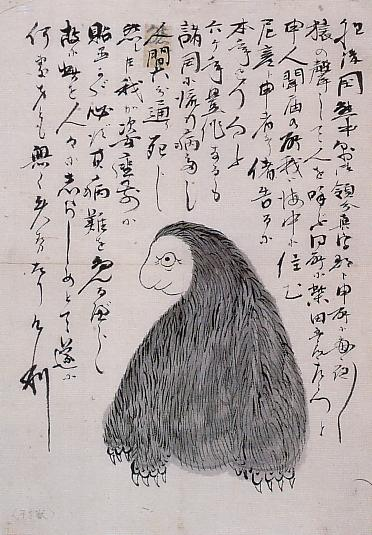
尼彦（肉筆畫，湯本豪一藏）
畫中記載尼彦出現在熊本縣的海上，預言豐收和疫病流行，以及尼彦說出將我的樣子貼在家中，可免除病難。

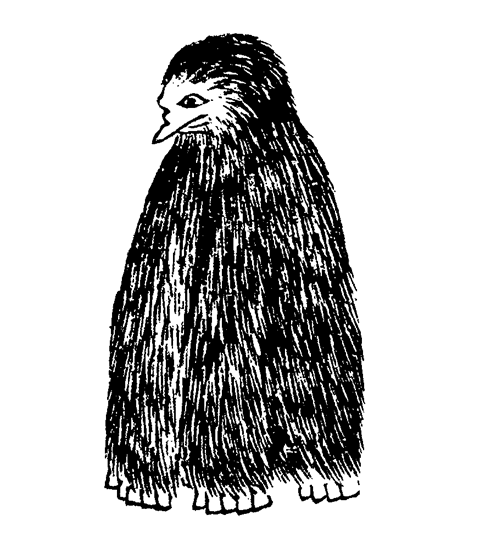
怪鳥あまびこ（江戶時代）

尼彥、或天彦入道・尼彦入道（あまびこにゅうどう）是日本傳說的妖怪。出現在海上等，預言吉凶。

## 概要
在江戶時代後期至明治中期，出現在資料或報紙中的妖怪，以圖繪加上文字的形式，記錄群眾之間傳布的傳說・風說。內容大多是異樣的生物（3隻腳等）的圖繪，以及此生物以人類的語言告知人們「我的名字」、「人類的大量滅絕」或「豐收或疫病發生」，然後
「畫出我的樣子的人，可以免除災難」說完便回到海中。
紀錄上多是在海上發光後出現，和瓦版上常見的同樣的妖怪海出人等共通。

## 各資料的共通點
以下是資料各資料的共通點。
- 主要是3隻腳，但是，體毛的有無或腳的數目也有不同之說。
- 夜晚，在海上出現發光的妖怪。
  - 大多出現在肥後國（現・熊本縣）的海上。
  - 伴隨著光，可聽見猴子般的叫聲[1]之類的記述也很多。
  - 也有海彦（『越前國主記』）的越後國（現・新潟縣）、尼彦入道（出版年代不明）的日向國（現・宮崎縣）之類的記錄。
  - 天日子尊（『東京日日新聞』）出現在越後國湯澤付近的農田[4]。
- 預告數年間會持續豐收，但是，同時會因為疫病等原因造成大量的人類死亡。
  - 預言豐收的期間是六年間。
- 告知看見我的人可以免於疫病。

## 脚注
1. 1 2 3  物集高見 『広文庫』 第1冊 広文庫刊行会 1916年 1151頁　-昔日叢書『長崎怪異書翰之写』三十五。
2. ↑  .   [2021-12-26]. （原始内容存档于2021-12-26）.
3. ↑  長野栄俊 「予言獣アマビコ考 -「海彦」をてがかりに- 」 （页面存档备份，存于） （『若越郷土研究』49巻2号､2005年）1-30頁
4. ↑  湯本豪一 『明治妖怪新聞』 柏書房、1999年。178-180頁。

## 關連項目
- 預言